# 博斯地区马西伊
博斯地区马西伊（法語：Marcilly-en-Beauce，法語發音：[maʁsiji ɑ̃ bos]）是法国卢瓦-谢尔省的一个市镇，属于旺多姆区。

## 地理
博斯地区马西伊（47°45'49"N, 1°0'7"E）面积6.39 平方千米，位于法国中央-卢瓦尔河谷大区卢瓦-谢尔省，该省份为法国中北部省份，北起厄尔-卢瓦省，东北接卢瓦雷省，东南接谢尔省，南至安德尔省，西南接安德尔-卢瓦尔省，西北接萨尔特省。
与博斯地区马西伊接壤的市镇（或旧市镇、城区）包括：博斯地区于索、纳韦伊、托雷拉罗谢特、维勒拉布勒、维利耶福。

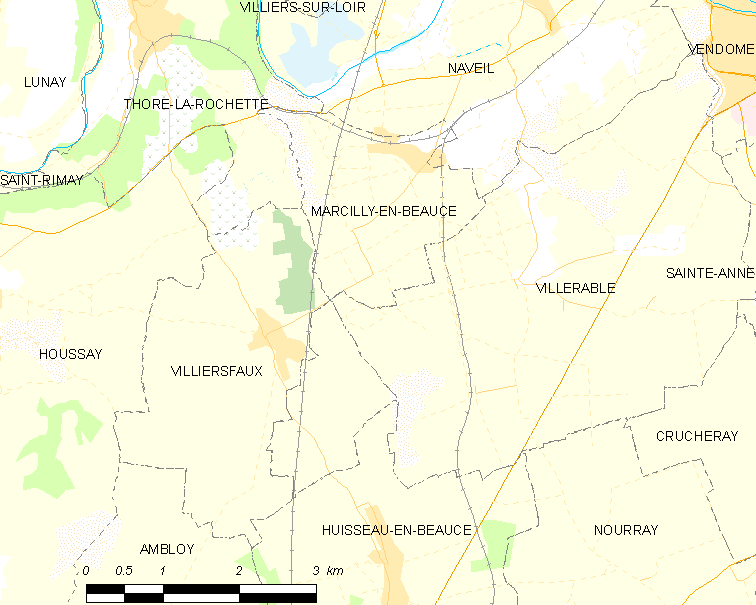
博斯地区马西伊的OSM定位图

博斯地区马西伊的时区为UTC+01:00、UTC+02:00（夏令时）。

## 行政
博斯地区马西伊的邮政编码为41100，INSEE市镇编码为41124。

## 政治
博斯地区马西伊所属的省级选区为卢瓦河畔蒙图瓦尔县。

## 人口

1962-2008年间博斯地区马西伊人口变化图示

博斯地区马西伊于2022年1月1日时的人口数量为323人。